# Pakor II. Partski
Pakor II. je bio vladar Partskog Carstva od 78. do 105. godine.
Bio je sinom Vonona II. i brat Vologaza I. Potonji mu je dodijelio kraljevstvo Atropatenu nakon što je došao na prijestolje. Nakon što je Vologaz umro, Pakor se pobunio protiv sinovca odnosno bratova nasljednika na prijestolju, Vologaza II. Partskog (oko 78. – 80.), porazivši ga i skinuvši ga s prijestolja.
Prema Luciju Kasiju Dionu, Pakor je prodao kraljevstvo Ozroenu Abgaru VII. Prema Amijanu Marcelinu, proširio je partski Ktezifont i dao izgraditi njegove zidine.
101. je godine poslao veleposlanike u Kinu kojom je vladala dinastija Han. Potonji su Partsko Carstvo u spisima zabilježili kao kraljevsto Anxi.

## Baština
Imao je četvero braće koji su bili na prijestoljima Partije i Armenije: Mitridata IV., Vologaza I., Hozroja I. i Tiridata I.
Vrlo je vjerojatno da mu je nećak bio Partamaspat Partski, a sin Aksidar.